# Single (sport)
 For alternative betydninger, se single. (Se også artikler, som begynder med single)
Single er et sportsudtryk, primært kendt fra ketsjersportene tennis og badminton samt bordtennis, hvor man spiller en-mod-en. Singlekampe får ofte mest opmærksomhed, især i tennis. På professionelt plan spilles der både herresingle og damesingle.